# Paryż (Krępna)
Paryż – część wsi Krępna w Polsce położona w województwie opolskim, w powiecie krapkowickim, w gminie Zdzieszowice.
W latach 1975–1998 Paryż administracyjnie należał do ówczesnego województwa opolskiego.